# Denim Air
Denim Air era una aerolínea chárter con base en Hoofddorp en los Países Bajos. Proporcionó servicios de ACMI wet lease a otros transportistas y su base principal era el Aeropuerto de Ámsterdam-Schiphol.

## Historia
Esta empresa fue fundada en 1996 e inició operaciones el 26 de abril de 1996. En enero de 1999 la aerolínea española Air Nostrum adquirió por completo Denim Air, que en octubre de 2002 fue readquirida por el equipo directivo de Denim Air. En junio de 2003 inició operaciones en Alemania, con vuelos domésticos desde Augsburgo a Düsseldorf y Berlín. Cesó sus operaciones previstas en 2005 después de que Panta Holdings, propietaria de VLM Airlines, adquiriera la aerolínea. Desde entonces, Denim Air se ha concentrado exclusivamente en proporcionar wet lease servicios ACMI y en 2006 la base de operaciones se transfirió al Aeropuerto de Ámsterdam-Schiphol.
Los servicios de Denim Air se han dirigido principalmente a estados africanos, asiáticos y de otros mercados dispuestos, que operan para el Alto Comisionado de las Naciones Unidas para los Refugiados en Sudán y África Central, para el ejército noruego en Afganistán, para la compañía petrolera Veba en Libia La compañía también ha operado para aerolíneas, principalmente aerolíneas africanas, Arik Air y la aerolínea española Air Nostrum.
El 18 de febrero de 2010, Denim Air cerró después de que todos los contratos de arrendamiento con tripulación expiraran simultáneamente en unas pocas semanas. El bufete de abogados holandés De Vos & Partners fue designado síndico de Denim Air después de que se declarara en quiebra.
En unas pocas semanas, la empresa se reinició con el nombre de Denim Air ACMI, operando con tres aviones Fokker 50, dos de los cuales están estacionados en el centro italiano del Aeropuerto de Oristano-Fenosu. Desde el 27 de enero de 2011, Denim Air ACMI ha suspendido todos los vuelos desde Oristano Fenosu a la espera de que se restablezca la situación económica de la sociedad gestora (SOGEAOR) del aeropuerto de Oristano.
En 2016 finalizó operaciones.